# Ian Stewart (muzician)
Ian Andrew Robert Stewart (n. 18 iulie 1938, d. 12 decembrie 1985) a fost un claviaturist britanic și cofondator al trupei The Rolling Stones. A fost demis din componența formației în mai 1963 dar a rămas manager și pianist pentru grup.